# 居尔西勒沙泰勒
居尔西勒沙泰勒（法語：Gurcy-le-Châtel，法語發音：[ɡyʁsi lə ʃatɛl] ⓘ）是法国塞纳-马恩省的一个市镇，属于普罗万区。

## 地理
居尔西勒沙泰勒（48°28'15"N, 3°5'13"E）面积12.59 平方千米，位于法国法蘭西島大區塞纳-马恩省，该省份为法国北部内陆省份，北起瓦兹省，西接埃松省、马恩河谷省、塞纳-圣但尼省和瓦兹河谷省，南至卢瓦雷省，东南接约讷省，东临马恩省和奥布省，东北接埃纳省。
与居尔西勒沙泰勒接壤的市镇（或旧市镇、城区）包括：博尔德新城、多讷马里-栋蒂伊、埃格利尼、梅尼厄、蒙蒂尼朗库。

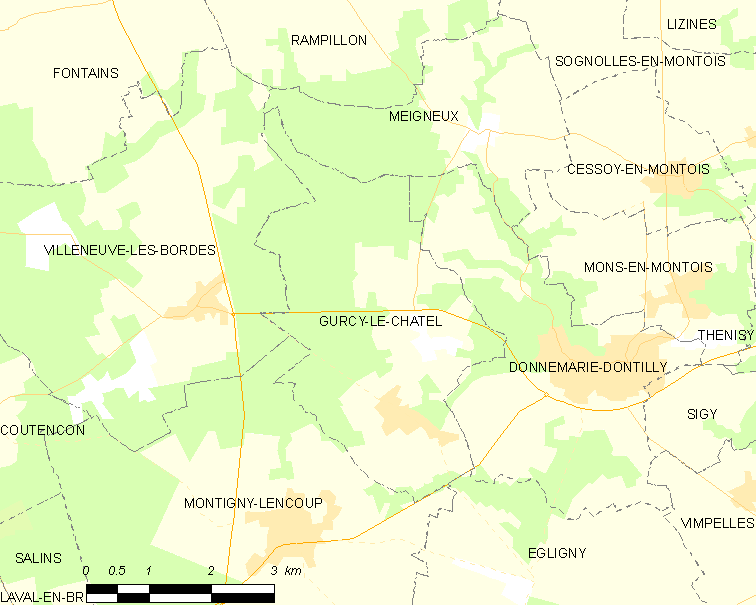
居尔西勒沙泰勒的OSM定位图

居尔西勒沙泰勒的时区为UTC+01:00、UTC+02:00（夏令时）。

## 行政
居尔西勒沙泰勒的邮政编码为77520，INSEE市镇编码为77223。

## 政治
居尔西勒沙泰勒所属的省级选区为普罗万县。

## 人口

1962-2008年间居尔西勒沙泰勒人口变化图示

居尔西勒沙泰勒于2022年1月1日时的人口数量为563人。